# 臺鐵潮州車輛基地

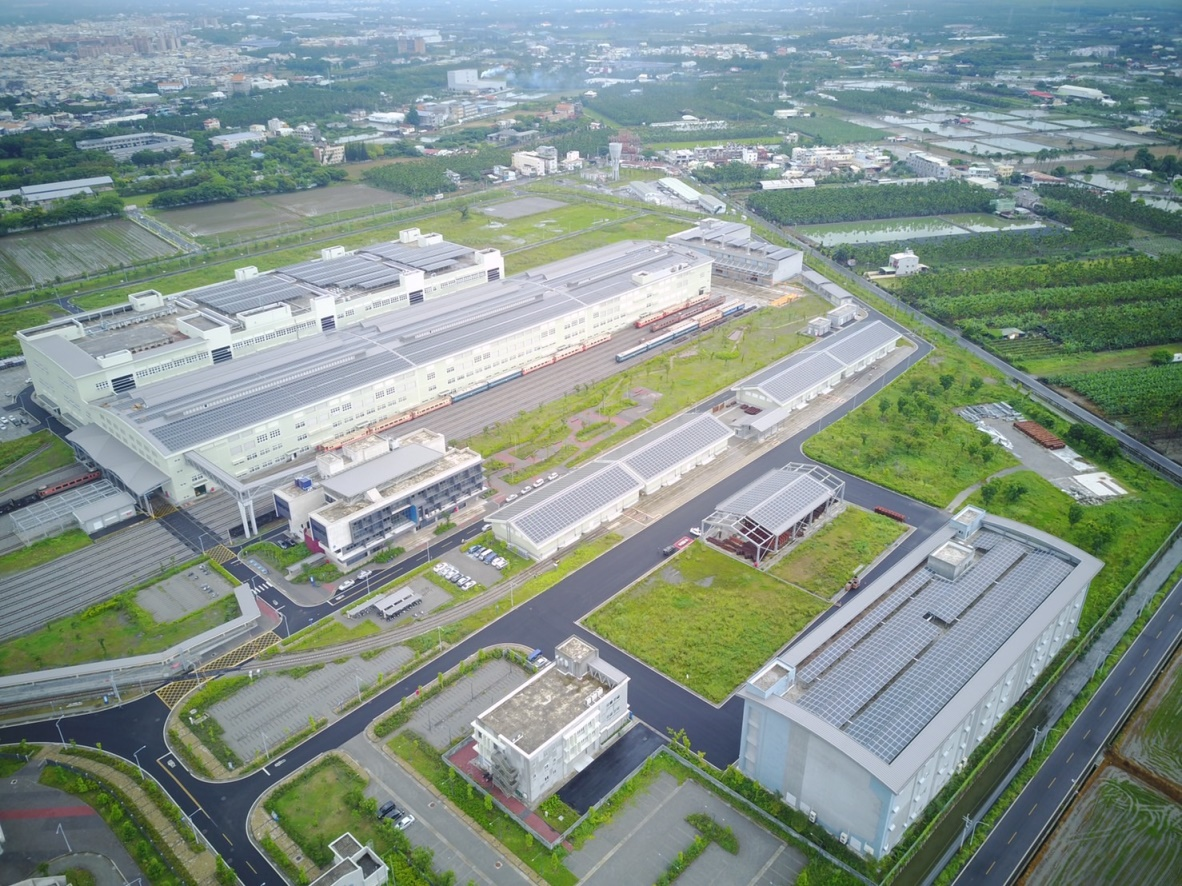
潮州機廠空拍圖

臺鐵潮州車輛基地（通稱「潮州基地」或簡稱「潮基」）是臺灣鐵路公司設立於屏東縣潮州鎮的大型鐵路車輛檢修調度基地，位於屏東線潮州車站與崁頂車站之間。基地內包含臺鐵公司機務處的潮州機廠與高雄機務段、供應處的臺鐵南區供應中心以及交通部鐵道局潮州車輛基地（一、二級檢修），為南台灣車輛調度及主要維修基地，未來將負責EMU900、EMU3000、推拉式自強號及傳統客車車廂之維修。

## 歷史
- 2013年8月，開始施作工程。
- 2015年10月15日，廠區正式啟用並繼續擴建，交通部鐵道局的潮州車輛基地（一、二級檢修）啟用、高雄機務段遷址啟用。[2]。
- 2017年1月，第1次修正計畫行政院核定擴建，因用地原屬特定農業區，使計畫期程延至2021年底完成。
- 2021年7月，全廠區完工，南區供應廠(材料廠)遷址啟用。11月，高雄機廠遷移作業完成[3][4]
- 2022年6月18日，高雄機廠遷址啟用。6月30日，高雄機廠更名為「潮州機廠」[5]。

## 簡介
因應高雄市區鐵路地下化計畫、高雄捷運環狀線工程及高雄臨港線停駛後的臺鐵車輛維修需求，高雄機廠（三四級檢修，今潮州機廠）、南區供應廠（材料廠）、高雄機務段、高雄檢車段與高雄港檢車分段等已規劃分批遷建至此，新址面積約67.7公頃（調車場34.7公頃、機廠約33公頃）。計畫名稱為「高雄機廠遷建潮州及原有廠址開發計畫」，2018年6月開始進行遷廠，預計2019年6月全面完工，後延至2021年7月完工，總經費預計為新臺幣139億元。
由於臺鐵潮州車輛基地往大武山自然保留區方向擴張需要用到台1線（屏鵝公路）的公路用地，交通部公路總局第三區養護工程處計畫將台1線平面道路以階段性改建工程的方式，興建「潮州高架橋」的跨基地陸橋。潮州高架橋於2017年11月29日通車，橋身全長940公尺。

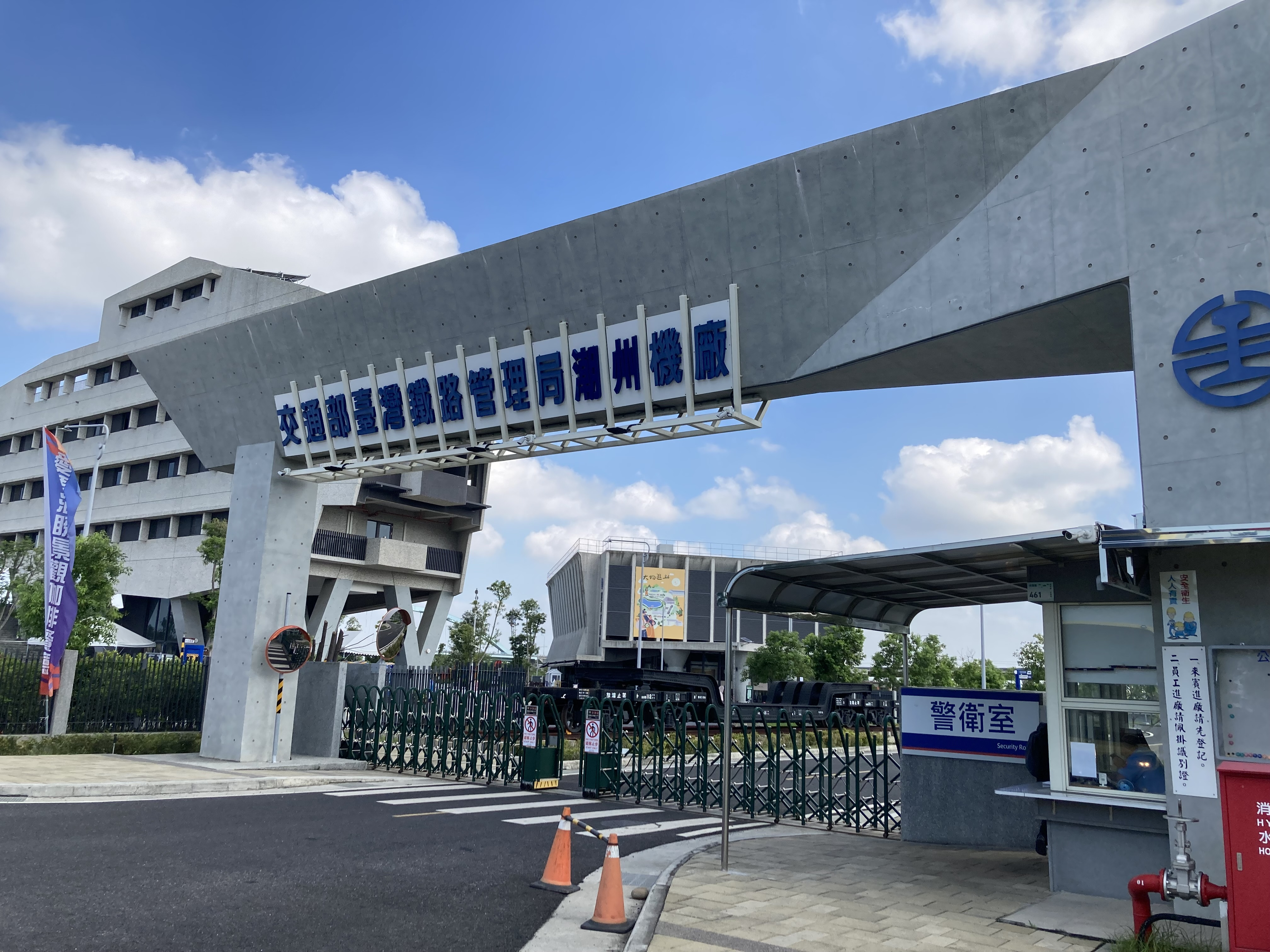
潮州機廠
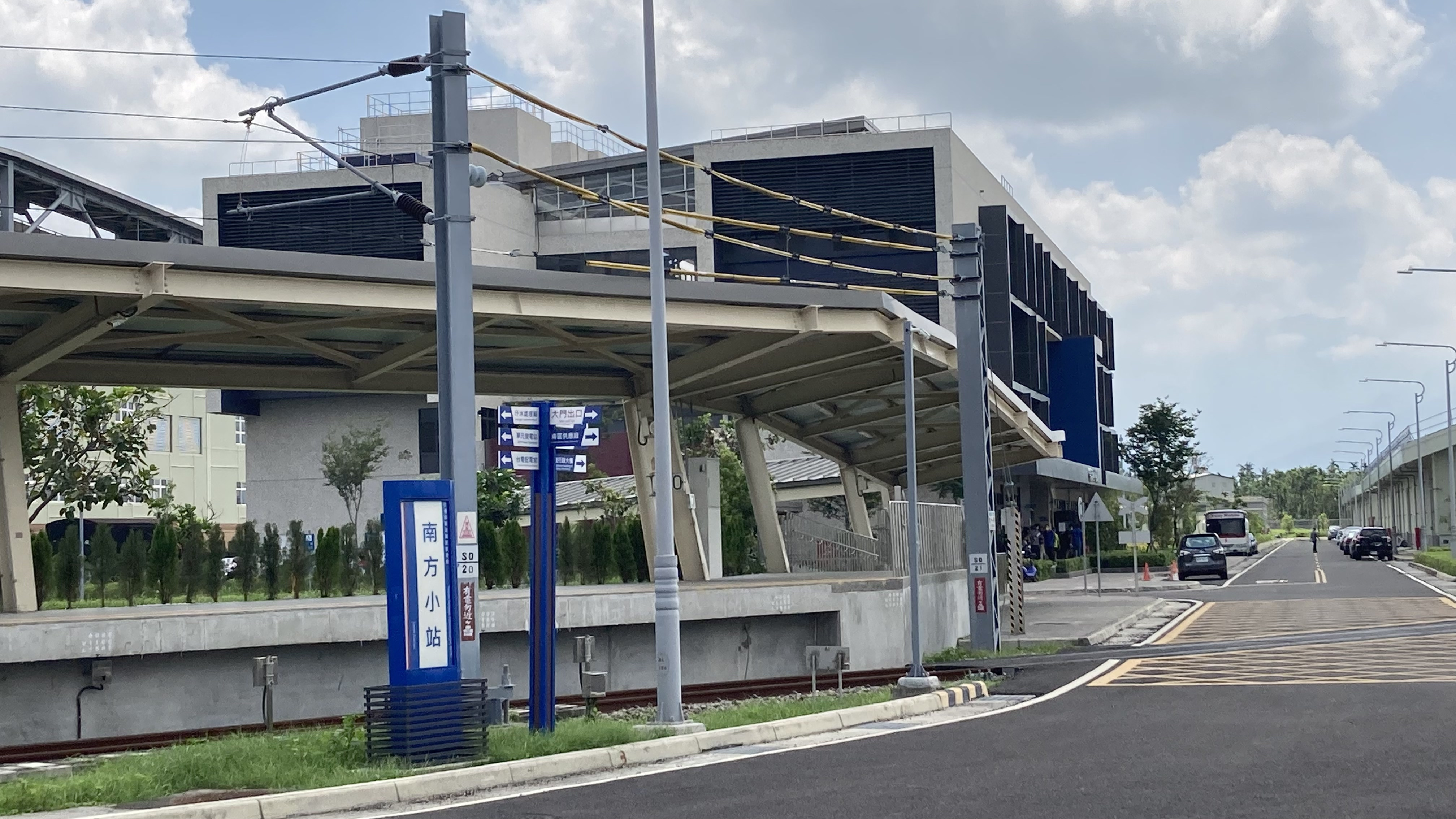
潮州機廠員工月台「南方小站」
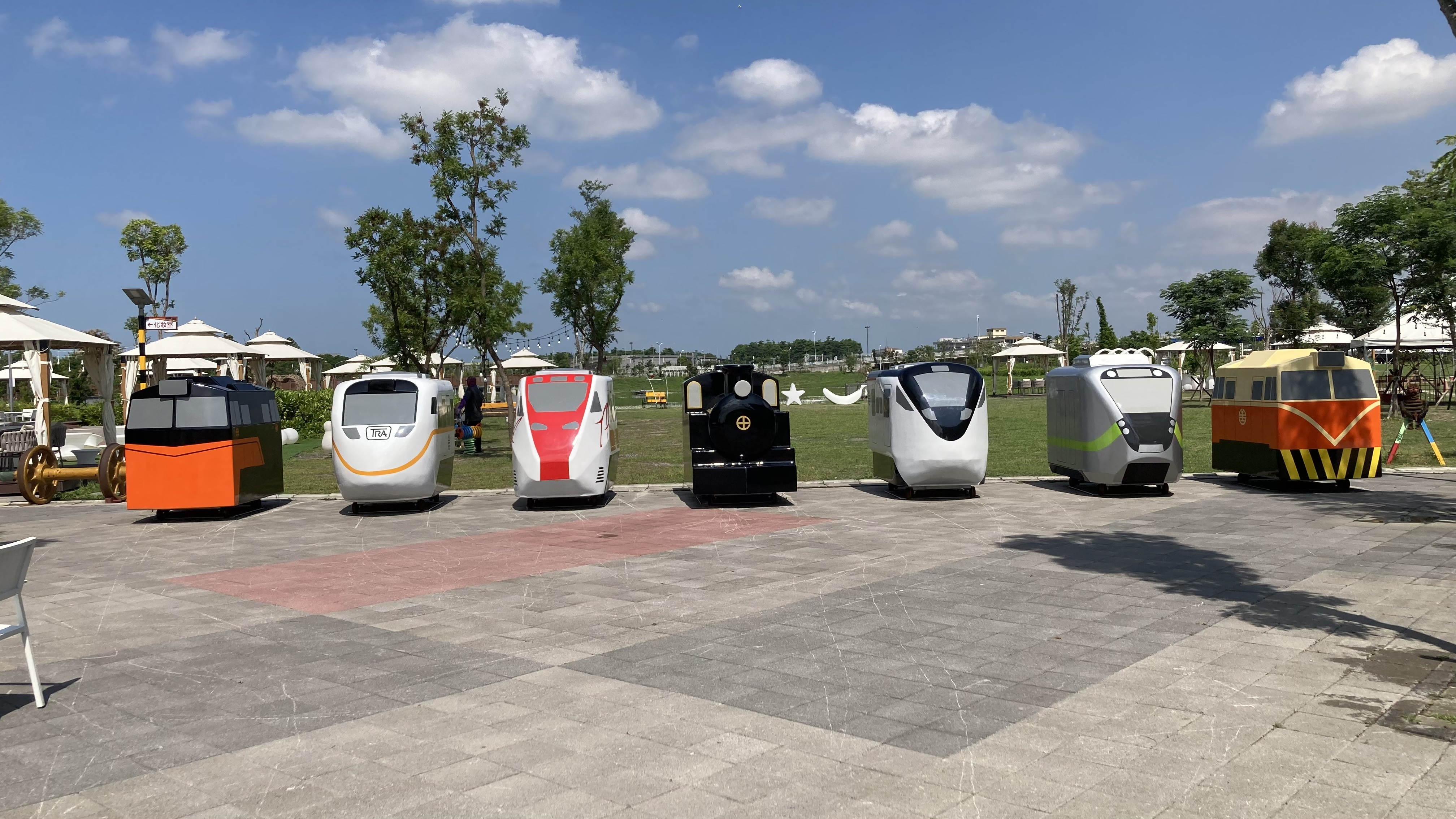
潮州鐵道園區（潮鐵）
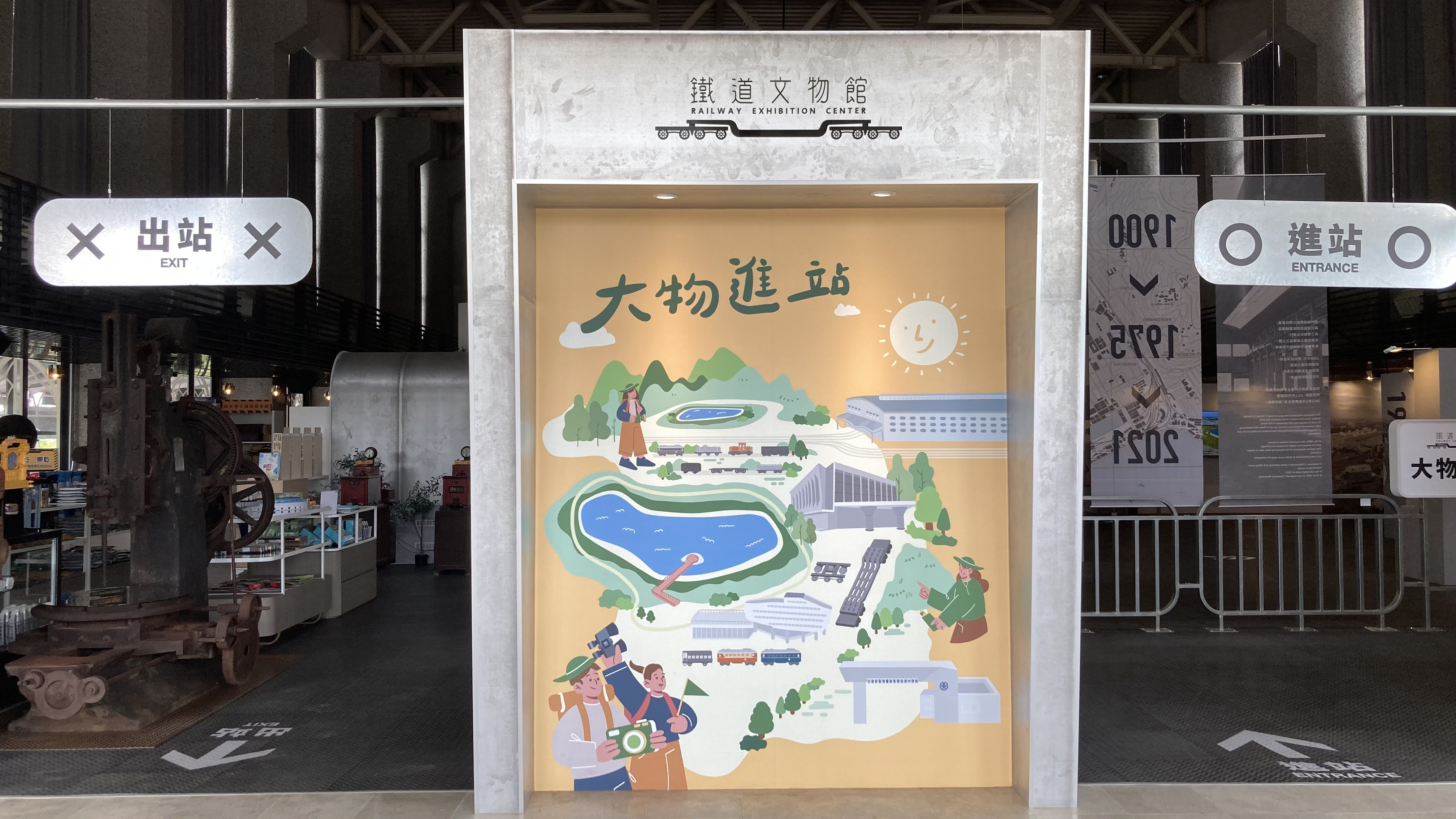
潮鐵鐵道文物館